# Bowers & Wilkins
Bowers & Wilkins, більш відома як B&W, — британська компанія, яка виробляє побутові та професійні гучномовці та навушники.
Компанія B&W була заснована в 1966 році Джоном Бауерсом у Вортінгу, Західний Суссекс, Англія.
У жовтні 2020 року B&W придбала Sound United, холдингова компанія, яка володіє кількома іншими аудіобрендами.

## Технології, дослідження та розробки
Дослідження та розробки були основною діяльністю B&W, яку стимулював і здійснював її засновник Джон Бауерс (1922–1987). З самого початку компанії заробіток інвестувався в розробку нових продуктів.
У 1982 році компанія відкрила спеціалізований науково-дослідний центр під назвою «SRE» або «Steyning Research Establishment» у Стейнінгу, приблизно в 10 милях від Вортінга. Будівлі були придатні для роботи, пов’язаної з аудіосистемою, оскільки раніше вони використовувалися SME, англійським дизайнером тонармів, який відчув падіння продажів тонармів у зв’язку з впровадженням нового компакт-диска з цифровими носіями. SRE містив цех прототипів і кімнати для прослуховування, починаючи від напівбезехових і закінчуючи типовими маленькими вітальнями. Також було доступне передове обладнання, таке як лазерний інтерферометр і комп'ютер PDP-11 /35.
Розробкою корпусів гучномовців B&W займався промисловий дизайнер Кеннет Грейндж з 1975 року. Мортен Вільєрс Уоррен став керівником відділу дизайну наприкінці 1990-х років, розробляючи нову серію колонок 800.
Варті уваги новинки гучномовців від B&W:
- У 1974 році почалося запатентоване використання кевларових волокон, просочених посилюючою смолою, що призвело до створення характерних жовтих конусів динаміків B&W. Доведено, що цей композитний матеріал забезпечує контрольовану жорсткість і внутрішнє демпфування, мінімізуючи викривлення, як визначив Фраєр за допомогою лазерної інтерферометрії на конусах гучномовців.
- Фазова лінійна передача була реалізована в DM6 з 1976 року. У DM6 динаміки встановлені в різних вертикальних площинах.
- У 1977 році DM7 представив високочастотний динамік, окремий від основного динаміка. Відтоді це було властиво багатьом конструкціям чорно-білих колонок.
- Дікі винайшов корпус «Matrix», який зменшує забарвлення звуку корпусу. Ця топологія кріплення нагадує футляр для вина, створюючи кілька тонких кріплень панелей, розташованих по всьому корпусу, покращуючи жорсткість. Це стало відповіддю на гучномовець Celestion SL6000, виготовлений зі стінками корпусу Aerolam. Відповідь Дікі полягала в тому, щоб використати ту саму концепцію, але зробити це через весь кабінет, а не лише стіни. Відтоді Matrix з великим успіхом використовується B&W.
- Динамік «Наутілус» був створений у результаті дослідження «ідеальних диполів», розпочатих Бауерсом. Перед смертю Бауерс передав це дослідження молодому Дікі, який відкрив принцип експоненціальної конічної труби. Проект «Наутілус» був одним із наймасштабніших науково-дослідних проектів. Замість відкритих динаміків він використовує динаміки, навантажені зворотно-конічними ріжками або експоненціально зменшуваними трубками, щоб поглинати заднє випромінювання. Конструкція виконана на основі армованих волокном пластикових корпусів. Результатом виразної форми динаміка стала майже ідеальна характеристика та майже нульове забарвлення корпусу.
- «Flowport» — це вдосконалення, яке зменшує тертя в повітрі, що рухається через фазоінвертор. Це реалізується шляхом покриття поверхні вентиляційного отвору ямками, як у м’яча для гольфу.
- Алмазний твітер був розроблений для створення оптимального співвідношення маси купола твітера та жорсткості матеріалу. Твітер набуває форми шляхом хімічного осадження з парової фази.

## Історія
Компанія Bowers & Wilkins починалася як магазин радіотехніки та електроніки в Вортінгу. Це було розпочато після Другої світової війни Бауерсом і Роєм Вілкінсом, які познайомилися під час служби в Королівському корпусі зв’язку під час війни. Магазин розширився за рахунок роздрібної торгівлі телевізорами, оренди та сервісного відділу, яким керує Пітер Хейвард. Коли майстерня почала постачати обладнання для публічного оповіщення до шкіл і церков Сассекса, Боуерс все більше брав участь у розробці та складанні гучномовців, зрештою створивши невелику виробничу лінію в майстернях позаду цеху.
У 1972 році також було представлено DM2, систему з трьох блоків, яка складалася з 8-дюймового заднього динаміка для низьких/середніх частот, завантаженого акустичною лінією, високочастотного динаміка Celestion HF1300 і супертвітера.
У 1973 році B&W отримав нагороду Королеви за експорт і створив монітори програмного вмісту для BBC.
У 1974 році Кеннет Грейндж з Pentagram був призначений промисловим дизайнером.
Гучномовець DM6 1976 року представив кевларові конуси та фазовий лінійний фільтр і конструкцію корпусу. Відкрито дослідницький центр Steyning і придбано комп’ютер PDP11/35. Будівля була куплена у SME Ltd, яка також розташована в Штайнінгу.
Дослідження підсилювачів і активних фільтрів привело до створення гучномовця Active One під брендом John Bowers в 1984 році. Лоуренс Дікі був найнятий дизайнером підсилювачів. Дікі не працював інженером гучномовців, але у вільний час він розробив ідею «матричної» конструкції, після початкового натхнення від Aerolam, який використовував Celestion. Міркування Дікі полягали в тому, щоб розширити структуру Aerolam, щоб заповнити весь кабінет. Він представив свою ідею Джону Бауерсу, і дослідницька група перевірила її, і виявилося, що вона має суттєві якості у зменшенні забарвлення корпусу гучномовців. Нова серія з цією «Матрицею» завершилася першими гучномовцями «Матриця 1, 2 і 3», які отримали велике визнання.
Гучномовець Silver Signature був випущений на честь 25-річчя компанії, а також вступу до «Проекту Наутілус».
Підвищення попиту призвело до відкриття додаткової виробничої фабрики в Сільвердейлі, Вортінг, Західний Суссекс у 1992 році. У середині 90-х Джо Аткінс взяв під контроль Bowers and Wilkins.
У 2002 році компанія B&W перевела виробництво, складські приміщення та головний офіс у Вортингу до нової будівлі £7 мільйон на місці колишнього звалища на Дейл-роуд, Вортінг. Другий завод був побудований в Бредфорді.
У 2007 році була представлена акустична система iPod Zeppelin.
У 2008 році була представлена «аудіосистема Jaguar XF», автомобільна аудіосистема з 14 динаміками та потужним 440-ватним DSP -підсилювачем класу AB.
Останнім проектом Bowers & Wilkins є Society of Sound. Започатковане в червні 2007 року, це онлайн-спільнота, зосереджена на питаннях і обговореннях, пов’язаних із високоякісним звуком. Товариство звуку має ряд відомих «стипендіатів», які додають матеріали. Серед стипендіатів – Пітер Гебріел, кінокомпозитор Джеймс Говард, музикант Дейв Стюарт, джазова співачка Кассандра Вілсон і промисловий дизайнер Кеннет Грейндж.
У жовтні 2017 року компанія Bowers & Wilkins стала офіційним партнером Abbey Road Studios з виробництва навушників і гучномовців.
У жовтні 2020 року Sound United LLC придбала Bowers & Wilkins.
Штаб-квартира Bowers & Wilkins знаходиться в Вортінгу, Західний Суссекс.